# Bawku
Bawku   este un oraș  în  partea de nord a Ghanei, în regiunea  Superioară de Est. Este reședința districtului Municipal Bawku.